# 濟南細棘鰕虎魚
濟南細棘鰕虎魚（学名：Acentrogobius tsinanensis）为鰕虎魚科細棘鰕虎魚屬的鱼类，是中国的特有物种。分布于黄河水系等。

## 扩展阅读
維基物種上的相關：濟南細棘鰕虎魚